# Netzannone
Die Netzannone (Annona reticulata) oder das Ochsenherz auch Rahmapfel, ist eine Art der Familie der Annonengewächse (Annonaceae).

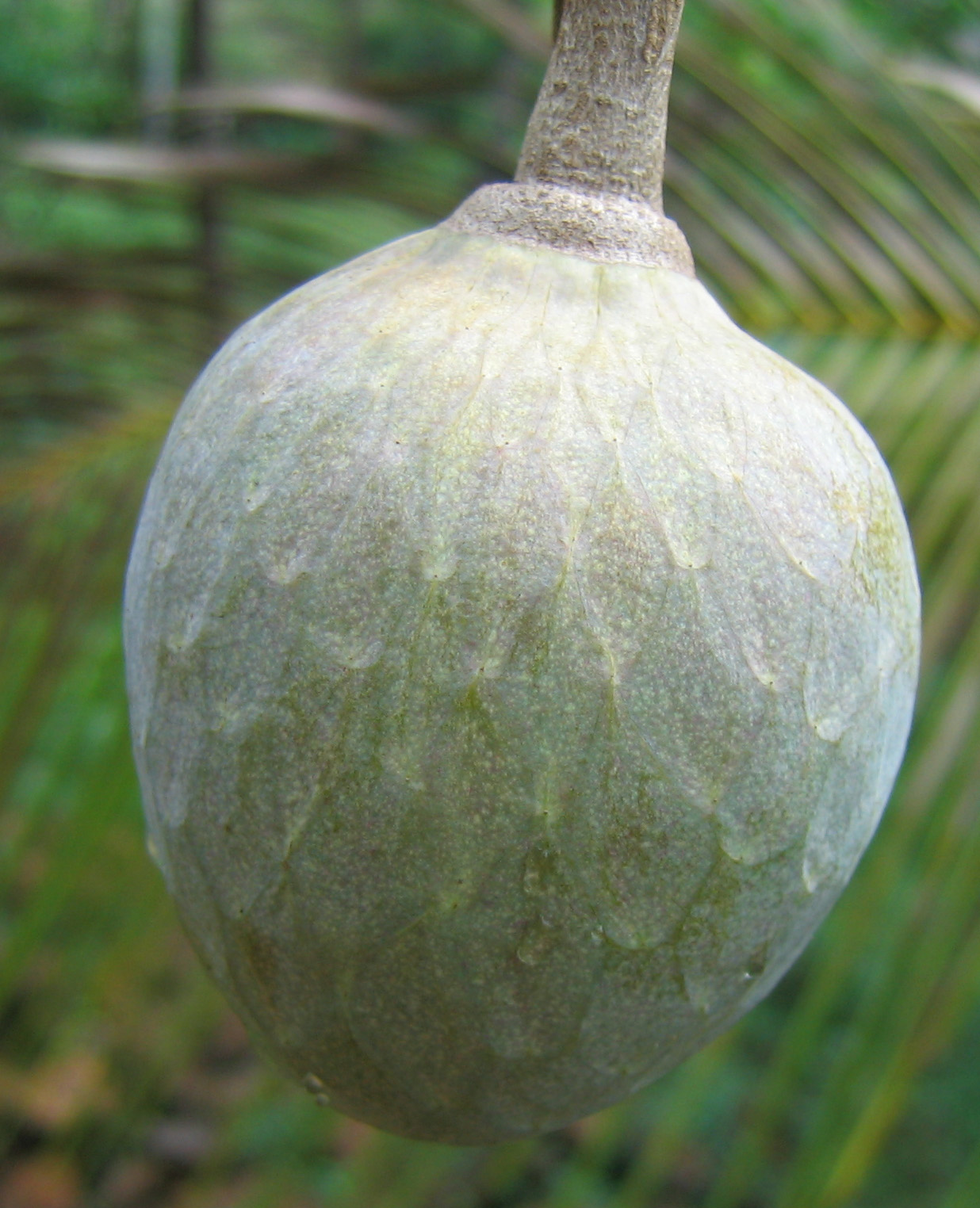
Frucht der Netzannone

## Beschreibung
Netzannonen sind halbimmergrüne Bäume mit einer Höhe von bis über 8 Metern.
Die einfachen, ledrigen und wechselständigen Laubblätter sind kurz gestielt. Sie sind bis 20 Zentimeter lang, eiförmig bis -lanzettlich oder lanzettlich, ganzrandig, spitz bis zugespitzt oder seltener stumpf und unterseits leicht behaart.
Die Netzannone ist vorweiblich, protogyn. An ihren jungen Zweigen befinden sich achsel- oder blattgegenständig zwei bis zehn büschelige, hängende, duftenden, zwittrige und grünlich-gelbe, duftende Blüten mit doppelter Blütenhülle, deren Blütenstiele bis zu 3,5 Zentimeter lang werden. Die außen behaarten Kelchblätter sind nur kein. Die innern Petalen fehlen oder sind reduziert, die großen äußeren sind dick und fleischig.
Die vielen behaarten Stempel verwachsen zu einer herz-, ei- oder kugelförmigen Sammelfrucht, die normalerweise 7,5 mal 7 bis 10,5 mal 8 Zentimeter groß wird, in Einzelfällen aber auch Größen bis zu 15 Zentimeter erreicht. Der lederartige, dünne äußerste Teil der Epidermis, das leicht schuppige Exokarp, ist relativ glatt und färbt sich im Reifungsprozess rötlich bis braunrötlich. Das etwas mehlige süße Fruchtfleisch ist cremefarben bis gräulich weiß. Die dunkelbraunen Samen sind länglich.
Die Chromosomenzahl beträgt 2n = 14.

## Vorkommen
Die Netzannone ist im tropischen Hügelland Mittelamerikas und in Mexiko bis Venezuela heimisch. Sie gedeiht aber mittlerweile auch in anderen tropischen Regionen der Welt, die aufgrund ihrer Höhenlage ein subtropisches Klima aufweisen. Sie ist beispielsweise auch in  Südflorida, Indien, Pakistan und Thailand zu finden.